# Tatyana Levina
Pour les articles homonymes, voir Levina.
Tatyana Levina (en russe : Татьяна Левина), née le 28 février 1977, est une athlète russe, spécialiste du 200 m et du relais 4 × 400 m.

## Palmarès

### Jeux olympiques
- Jeux olympiques 2004 à Athènes ( Grèce) 
  - éliminée en qualifications sur 200 m

### Championnats du monde d'athlétisme en salle
- Championnats du monde d'athlétisme en salle de 2004 à Budapest ( Hongrie)
  -  Médaille d'or en relais 4 × 400 m
- Championnats du monde d'athlétisme en salle de 2006 à Moscou ( Russie)
  -  Médaille d'or en relais 4 × 400 m
- Championnats du monde d'athlétisme en salle de 2008 à Valence ( Espagne)
  -  Médaille d'or en relais 4 × 400 m

### Championnats d'Europe d'athlétisme en salle
- Championnats d'Europe d'athlétisme en salle de 2005 à Madrid ( Espagne)
  -  Médaille d'or sur 4 × 400 m